# Archaeodictyna condocta
Archaeodictyna condocta là một loài nhện trong họ Dictynidae.
Loài này thuộc chi Archaeodictyna. Archaeodictyna condocta được Octavius Pickard-Cambridge miêu tả năm 1876.